# C11H18N2O
化学式C11H18N2O（摩尔质量：194.27 g/mol）可以指：
- 四氢金雀花碱 ，CAS号：18161-94-9
- 二甲氨基乙氧基苄胺 ，CAS号：20059-73-8
- 金刚烷-1-羧肼 ，CAS号：17846-15-0

|  | 这个同类索引页列出了具有相同分子式的化学物（即同分異構體）条目。 除非您是有意链接至本页，否则应将相应条目的内部链接指向正确的条目。 |